# Joachim Bühler
Joachim Bühler (*  1978 in Hamburg) ist ein deutscher Politikwissenschaftler. Seit 2017 ist er Geschäftsführer und Präsidiumsmitglied des TÜV-Verbandes e. V., der Interessenvertretung der Technischen Überwachungsvereine TÜV.

## Leben
2011 wurde er an Otto-Suhr-Institut der Freien Universität Berlin mit einer Arbeit über die Integrationsfunktion des Grundgesetzes promoviert. In seiner Dissertation stellte er insbesondere die Bedeutung von Staatszielen für die integrative Wirkung der Verfassung heraus.
Bühler ist verheiratet, hat zwei Kinder und lebt mit seiner Familie in Berlin.

## Beruf
Joachim Bühler begann seinen Werdegang als wissenschaftlicher Mitarbeiter 2006 bei dem Bundestagsabgeordneten Siegmund Ehrmann.
2011 wechselte er als Referent für Wirtschaftspolitik zum Digitalverband Bitkom. 2013 wurde Bühler in die Geschäftsleitung berufen und verantwortete die Bereiche Politik, Wirtschaft und Digitale Transformation. In dieser Zeit unterstützte er den Verband beim Wandel vom ITK- zum Digitalverband. Bühler war 2016 Mitglied des Panel 1: Digitalisierung und Unternehmen und 2017 Mitglied der Plattform 1: Digitale Netze und Mobilität und Plattform Digitalisierung in Bildung und Wissenschaft des Digital-Gipfels der Bundesregierung.
2017 wurde Bühler als Geschäftsführendes Präsidiumsmitglied des TÜV-Verbandes bestellt.

## Mandate und Ehrenämter
Joachim Bühler ist Mitglied des Aufsichtsrates der Gesellschaft für Anlagen- und Reaktorsicherheit. Er ist im Beirat des Mobility Data Space und der Deutschen Akkreditierungsstelle (DAkkS). Bühler ist Vorstandsmitglied bei EUROLAB-Deutschland Chemische Analytik; Mess- und Prüftechnik e.V.
Seit Mai 2021 ist er Mitglied der Koordinierungsgruppe KI-Normung und -Konformität.

## Positionen
Bühler setzt sich für Innovationen im Bereich der digitalen Sicherheit, technische Sicherheit von AKWs und Künstliche Intelligenz ein.
Vermehrte Aufmerksamkeit erfuhr Bühler durch die Versorgungssicherheitsdiskussionen im Sommer 2022 um den Streckbetrieb und der Wiederinbetriebnahme von Kernkraftwerken in Deutschland. Bühler nahm in der öffentlichen Diskussion die sicherheitstechnische Perspektive ein und berichtete vor allem über die sicherheits- und prüftechnischen Gegebenheiten der Kernkraftwerke in Deutschland. Besonderes mediales Interesse erhielten seine Äußerungen über die Wiederinbetriebnahme der drei zum 31. Dezember 2021 stillgelegten Kraftwerke Gundremmingen, Brokdorf und Grohnde. Die Wiederinbetriebnahme der drei Kraftwerke wäre laut Bühler im März 2022 aus technischer Sicht möglich gewesen.
Andere technische Kernenergie-Experten wie der technisch-wissenschaftliche Geschäftsführer der Gesellschaft für Anlagen- und Reaktorsicherheit Uwe Stoll stützten die Aussagen von Bühler und sahen mit einem Vorlauf „von rund sechs Monaten“ eine Wiederinbetriebnahme der 2021 abgeschalteten AKWs Brokdorf, Grohnde und Gundremmingen C für möglich.